# Utricularia
- Commons
- Wikispecies

Distribuição.

Utricularia L. (do latim utriculus= pequena garrafa) é um gênero de plantas carnívoras da familia Lentibulariaceae. As espécies desta familia são semi aquáticas ou aquáticas. Utricularia desenvolveu um estranho sistema de armadilhas com válvulas conseguindo pegar e digerir pequenos seres aquáticos.

## Alimentacão
A Utricularia alimenta-se de micro-organismos e pugas d'água utilizando a melhor armadilha de sucção

## Sinonímia
| - Polypompholyx Lehm. - Akentra Benj. - Aranella Raf. - Askofake Raf. - Avesicaria (Kamienski) Barnhart - Biovularia Kamienski - Bucranion Raf. - Calpidisca Barnhart - Cosmiza Raf. - Diurospermum Edgew. - Enetophyton Nieuwl. - Enskide Raf. - Hamulia Raf. - Lecticula Barnhart - Lentibularia Ség. - Lepiactis Raf. - Megozipa Raf. - Meionula Raf. | - Meloneura Raf. - Nelipus Raf. - Orchyllium Barnhart - Pelidnia Barnhart - Personula Raf. - Plectoma Raf. - Pleiochasia (Kamienski) Barnhart - Plesisa Raf. - Saccolaria Kuhlm. - Sacculina Bosser - Setiscapella Barnhart - Stomoisia Raf. - Tetralobus A. DC. - Trilobulina Raf. - Trixapias Raf. - Vesiculina Raf. - Xananthes Raf. - Lemnopsis Zipp. |

## Espécies
O gênero Utricularia possui 218 espécies reconhecidas atualmente.
- Utricularia adpressa Salzm. ex A.St.-Hilaire & F.Girard
- Utricularia albiflora R. Br.
- Utricularia albocaerulea Dalzell
- Utricularia alpina Jacq.
- Utricularia amethystina Salzm. ex A.St.-Hilaire & F.Girard
- Utricularia andongensis Welw. ex Hiern
- Utricularia antennifera P. Taylor
- Utricularia appendiculata E.A.Bruce
- Utricularia arcuata Wight
- Utricularia arenaria A.DC.
- Utricularia arnhemica P. Taylor
- Utricularia asplundii P. Taylor
- Utricularia aurea Lour.
- Utricularia aureomaculata Steyerm.
- Utricularia australis R.Br.
- Utricularia babui S.R.Yadav, Sardesai & S.P.Gaikwad
- Utricularia baouleensis A.Chev.
- Utricularia benjaminiana Oliv.
- Utricularia benthamii P. Taylor
- Utricularia bifida L.
- Utricularia biloba R. Br.
- Utricularia biovularioides (Kuhlm.) P. Taylor
- Utricularia bisquamata Schrank
- Utricularia blanchetii A. DC.
- Utricularia bosminifera Ostenf.
- Utricularia brachiata Oliv.
- Utricularia bracteata R.D.Good
- Utricularia breviscapa C.Wright ex Griseb.
- Utricularia buntingiana P.Taylor
- Utricularia caerulea L.
- Utricularia calycifida Benj.
- Utricularia campbelliana Oliv.
- Utricularia capilliflora F. Muell.
- Utricularia cecilii P. Taylor
- Utricularia cheiranthos P. Taylor
- Utricularia chiribiquetensis A.Fernández
- Utricularia choristotheca P. Taylor
- Utricularia christopheri P. Taylor
- Utricularia chrysantha R. Br.
- Utricularia circumvoluta P. Taylor
- Utricularia cornuta Michx.
- Utricularia corynephora P. Taylor
- Utricularia costata P. Taylor
- Utricularia cucullata A.St.-Hil. & Girard
- Utricularia cymbantha Oliv.
- Utricularia delicatula Cheeseman
- Utricularia delphinioides Thorel ex Pellegr.
- Utricularia determannii P. Taylor
- Utricularia dichotoma Labill.
- Utricularia dimorphantha Makino
- Utricularia dunlopii P. Taylor
- Utricularia dunstaniae F.E. Lloyd
- Utricularia endresii Rchb. f.
- Utricularia erectiflora A.St.-Hil. & Girard
- Utricularia fimbriata Kunth
- Utricularia firmula Welw. ex Oliv.
- Utricularia fistulosa P. Taylor
- Utricularia flaccida A. DC.
- Utricularia flexuosa Vahl
- Utricularia floridana Nash
- Utricularia foliosa L.
- Utricularia forrestii P. Taylor
- Utricularia foveolata Edgew.
- Utricularia fulva F. Muell.
- Utricularia furcellata Oliv.
- Utricularia garrettii P.Taylor
- Utricularia geminiloba Benj.
- Utricularia geminiscapa Benj.
- Utricularia geoffrayi Pellegr.
- Utricularia georgei P. Taylor
- Utricularia gibba L.
- Utricularia graminifolia Vahl
- Utricularia guyanensis A.DC.
- Utricularia hamiltonii F.E. Lloyd
- Utricularia helix P. Taylor
- Utricularia heterochroma Steyerm.
- Utricularia heterosepala Benj.
- Utricularia hintonii P. Taylor
- Utricularia hirta Klein ex Link
- Utricularia hispida Lam.
- Utricularia holtzei F. Muell.
- Utricularia humboldtii R.H.Schomb.
- Utricularia huntii P.Taylor
- Utricularia hydrocarpa Vahl
- Utricularia inaequalis A. DC.
- Utricularia incisa (A. Rich.) A. H. Liogier
- Utricularia inflexa Forssk.
- Utricularia intermedia Hayne
- Utricularia involvens Ridl.
- Utricularia jamesoniana Oliv.
- Utricularia juncea Vahl
- Utricularia kamienskii F. Muell.
- Utricularia kenneallyi P. Taylor
- Utricularia kimberleyensis C.A. Gardner
- Utricularia kumaonensis Oliv.
- Utricularia laciniata St.-Hilaire & Girard
- Utricularia lasiocaulis F. Muell.
- Utricularia lateriflora R. Br.
- Utricularia laxa St. Hilaire & Girard
- Utricularia lazulina P. Taylor
- Utricularia leptoplectra F. Muell.
- Utricularia leptorhyncha O. Schwarz
- Utricularia letestui P. Taylor
- Utricularia limosa R. Br.
- Utricularia livida E.Mey.
- Utricularia lloydii Merl
- Utricularia longiciliata A.DC.
- Utricularia longifolia Gardner
- Utricularia macrocheilos (P. Taylor) P. Taylor
- Utricularia mangshanensis G.W. Hu
- Utricularia mannii Oliv.
- Utricularia menziesii R. Br.
- Utricularia meyeri Pilg.
- Utricularia microcalyx (P.Taylor) P.Taylor
- Utricularia micropetala Sm.
- Utricularia minor L.
- Utricularia minutissima Vahl
- Utricularia mirabilis P.Taylor
- Utricularia monanthos Hook. f.
- Utricularia moniliformis P. Taylor
- Utricularia muelleri Kamienski
- Utricularia multicaulis Oliv.
- Utricularia multifida R. Br.
- Utricularia myriocista A.St.-Hil. & Girard
- Utricularia naikii S.R.Yadav, Sardesai & S.P.Gaikwad
- Utricularia nana A.St.-Hil. & Girard
- Utricularia naviculata P.Taylor
- Utricularia nelumbifolia Gardner
- Utricularia neottioides A.St.-Hil. & Girard
- Utricularia nephrophylla Benj.
- Utricularia nervosa Weber ex Benj.
- Utricularia nigrescens Sylvén
- Utricularia novae-zelandiae Hook. f.
- Utricularia ochroleuca R.W.Hartm.
- Utricularia odorata Pellegr.
- Utricularia olivacea C.Wright ex Griseb.
- Utricularia oliveriana Steyerm.
- Utricularia panamensis Steyerm. ex P. Taylor
- Utricularia parthenopipes P. Taylor
- Utricularia pentadactyla P.Taylor
- Utricularia peranomala P. Taylor
- Utricularia perversa P. Taylor
- Utricularia petersoniae P. Taylor
- Utricularia physoceras P.Taylor
- Utricularia pierrei Pellegr.
- Utricularia platensis Speg.
- Utricularia pobeguinii Pellegr.
- Utricularia poconensis Fromm
- Utricularia podadena P. Taylor
- Utricularia polygaloides Edgew.
- Utricularia praelonga A.St.-Hil. & Girard
- Utricularia praeterita P. Taylor
- Utricularia praetermissa P.Taylor
- Utricularia prehensilis E.Mey.
- Utricularia pubescens Sm.
- Utricularia pulchra P. Taylor
- Utricularia punctata Wall. ex A. DC.
- Utricularia purpurea Walter
- Utricularia purpureocaerulea A. St.-Hil. & Girard
- Utricularia pusilla Vahl
- Utricularia quelchii N.E.Br.
- Utricularia quinquedentata F. Muell. ex P. Taylor
- Utricularia radiata Small
- Utricularia raynalii P. Taylor
- Utricularia reflexa Oliv.
- Utricularia regia Zamudio & Olvera
- Utricularia reniformis A. St.-Hil.
- Utricularia resupinata B.D. Greene ex Bigelow
- Utricularia reticulata Sm.
- Utricularia rhododactylos P. Taylor
- Utricularia rigida Benj.
- Utricularia robbinsii (Alph. Wood) Alph. Wood
- Utricularia salwinensis Hand.-Mazz.
- Utricularia sandersonii Oliv.
- Utricularia sandwithii P.Taylor
- Utricularia scandens Benj.
- Utricularia schultesii A.Fernández
- Utricularia simplex R. Br.
- Utricularia simulans Pilg.
- Utricularia singeriana F. Muell.
- Utricularia smithiana Wight
- Utricularia spiralis Sm.
- Utricularia spruceana Benth. ex Oliv.
- Utricularia stanfieldii P. Taylor
- Utricularia steenisii P. Taylor
- Utricularia stellaris L.f.
- Utricularia steyermarkii P.Taylor
- Utricularia striata Leconte ex Torr.
- Utricularia striatula Sm.
- Utricularia subulata L.
- Utricularia tenella R. Br.
- Utricularia tenuissima Tutin
- Utricularia terrae-reginae P. Taylor
- Utricularia tetraloba P. Taylor
- Utricularia tortilis Welw. ex Oliv.
- Utricularia trichophylla Spruce ex Oliv.
- Utricularia tricolor A.St.-Hil.
- Utricularia tridactyla P. Taylor
- Utricularia tridentata Sylvén
- Utricularia triflora P. Taylor
- Utricularia triloba Benj.
- Utricularia troupinii P. Taylor
- Utricularia tubulata F. Muell.
- Utricularia uliginosa Vahl
- Utricularia uniflora R. Br.
- Utricularia unifolia Ruiz & Pav.
- Utricularia uxoris Gómez-Laur.
- Utricularia villosula Stapf
- Utricularia violacea R. Br.
- Utricularia viscosa Spruce ex Oliv.
- Utricularia vitellina Ridl.
- Utricularia volubilis R. Br.
- Utricularia vulgaris L.
- Utricularia warburgii K.I. Goebel
- Utricularia warmingii Kamieński
- Utricularia welwitschii Oliv.
- Utricularia westonii P. Taylor
- Utricularia wightiana P. Taylor

## Classificação do gênero
| Sistema | Classificação                    | Referência |
| ------- | -------------------------------- | ---------- |
| Linné   | Classe Diandria, ordem Monogynia | [ 2 ]      |